# Sint-Niklaas
Sint-Niklaas (franska: Saint-Nicolas) är en stad och kommun i Östflandern i Belgien. Kommunen består dels av staden Sint-Niklaas, men även de mindre städerna Belsele, Nieuwkerken-Waas och Sinaai.
Sint-Niklaas är huvudstad och den största staden i Waasland-regionen, samt är känd för att ha Belgiens största marknad.

## Historia
År 1217 byggde biskopen av Tournai en kyrka till Nikolaus ära i Sint-Niklaas. Politiskt sett blev den nya församlingen en del av grevskapet Flandern och staden började snabbt byggas upp. 24 år senare, 1241, blev staden administrativt centrum i regionen. I ett dokument från 1248 står det att Margaret II, grevinna av Flandern, överlät ytterligare områden till Sint-Niklaas, på villkor att staden skulle fortsätta att vara öppen och obebyggd. Det förklarar den ovanligt stora storleken på torget.
Sint-Niklaas omgavs aldrig av murar, vilket gjorde den lätt att erövra. År 1381 sattes staden i brand och plundrades. De centrala delarna klarade sig dock utan större skador och kunde fortsätta sin vidareutveckling. År 1513 gav kejsaren Maximilian I staden tillåtelse att hålla en marknad varje vecka. Runt år 1580 drabbades kyrkan av ikonoklasm och fick stora skador. Kyrkan byggdes sedan upp igen, men då i barockstil.
1600-talet blev en tid med framgång och ekonomisk tillväxt i Sint-Niklaas. Flera administrativa byggnader byggdes och staden fick en lin- och ullindustri. Tre grupper (oratorianer, franciskanorden, och nunnor) gav staden hjälp med utbildning, religion och mediciner. Den 25 maj 1690 förstördes nästan hela Sint-Niklaas i en brand.
År 1764 utökades textilindustrin med hjälp av nya maskiner, och man började nu tillverka bomullsprodukter. År 1803 kom Napoleon I till Sint-Niklaas och utnämnde staden till en "stad". Under 1800-talet minskade textilindustrin och nya byggnader uppfördes, bland annat det nuvarande stadshuset och kyrkan Onze-Lieve-Vrouwekerk. Under andra världskriget genomgick textilindustrin en stor kris. Idag är staden mest känd för shopping och olika typer av tjänster.

## Transport

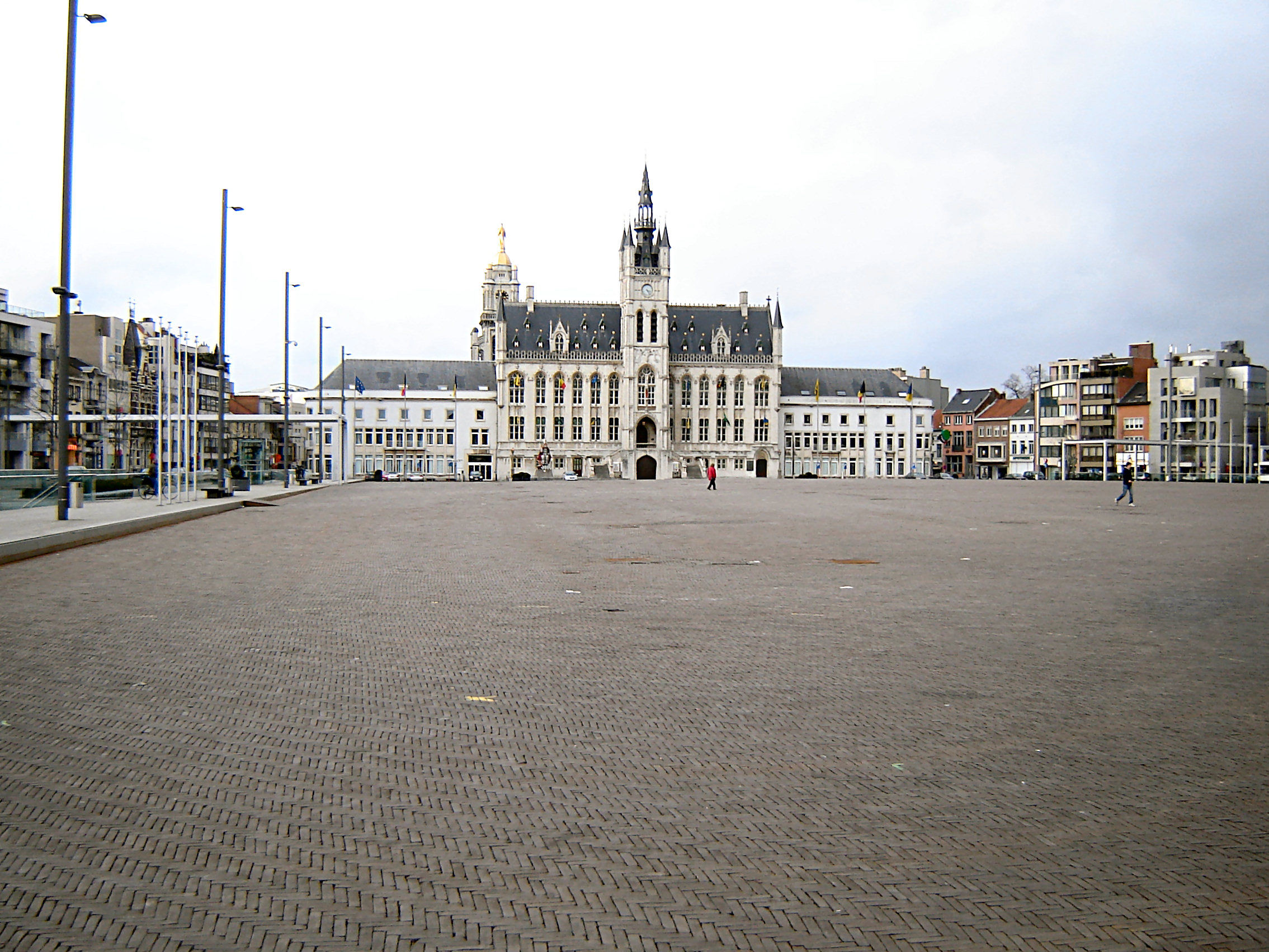
Grote Markt, det stora torget i Sint-Niklaas.

Eftersom Sint-Niklaas ligger på vägen mellan Gent och Antwerpen, har den mycket goda transportmöjligheter med bil och tåg. E17, som går intill staden, är en av Belgiens mest trafikerade motorvägar. Även motortrafikleden N16, som går till Mechelen och Bryssel, passerar staden.
Varje halvtimme avgår ett tåg från Sint-Niklaas till Gent och Antwerpen, samt ett tåg i timmen till Bryssel, Mechelen och Leuven, från stadens nya järnvägsstation. Sint-Niklaas har även ett stort nät av busslinjer, både lokalt och regionalt.
Efter upprättandet av stadens centrala marknadsområde, tilldelades Sint-Niklaas titeln som Flanderns mest fotgängarvänliga stad.

## Evenemang

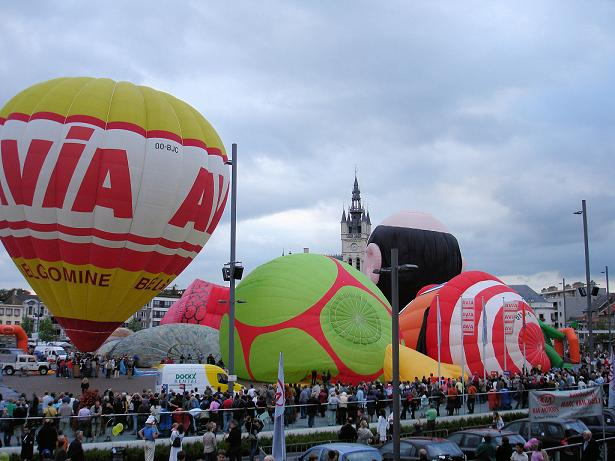
Vredesfeesten 2007.

- Cykeltävlingen Flandern runt flyttade sin start från Gent till torget i Sint-Niklaas år 1977. Troligtvis på grund av att torget är så stort, vilken gör det möjligt för den stora åskådarmängden att kunna se starten.
- Sint-Niklaas är årligen värd för en internationell luftballongsuppvisning, som kallas Vredesfeesten.
- Sista veckan varje år hålls Flanders Volley Gala, en internationell volleybollturnering, i Sint-Niklaas.

## Borgmästare
- Henri Heyman (katolik) (1933–1946)
- Romain De Vidts (CVP) (1947–1962)
- Frantz Van Dorpe (CVP)
- Paul De Vidts (CVP) (1977–1988)
- Lieven Lenaerts (CVP) (1995–1996)
- Jef Foubert (CVP) (1997–2000)
- Freddy Willockx (SP.A) (1989–1994 och 2001–juni 2010)
- Christel Geerts, Sint-Niklaas första kvinnliga borgmästare, (juli 2010–2012)
- Lieven Dehandschutter (N-VA) (2013– )

## Kända personer

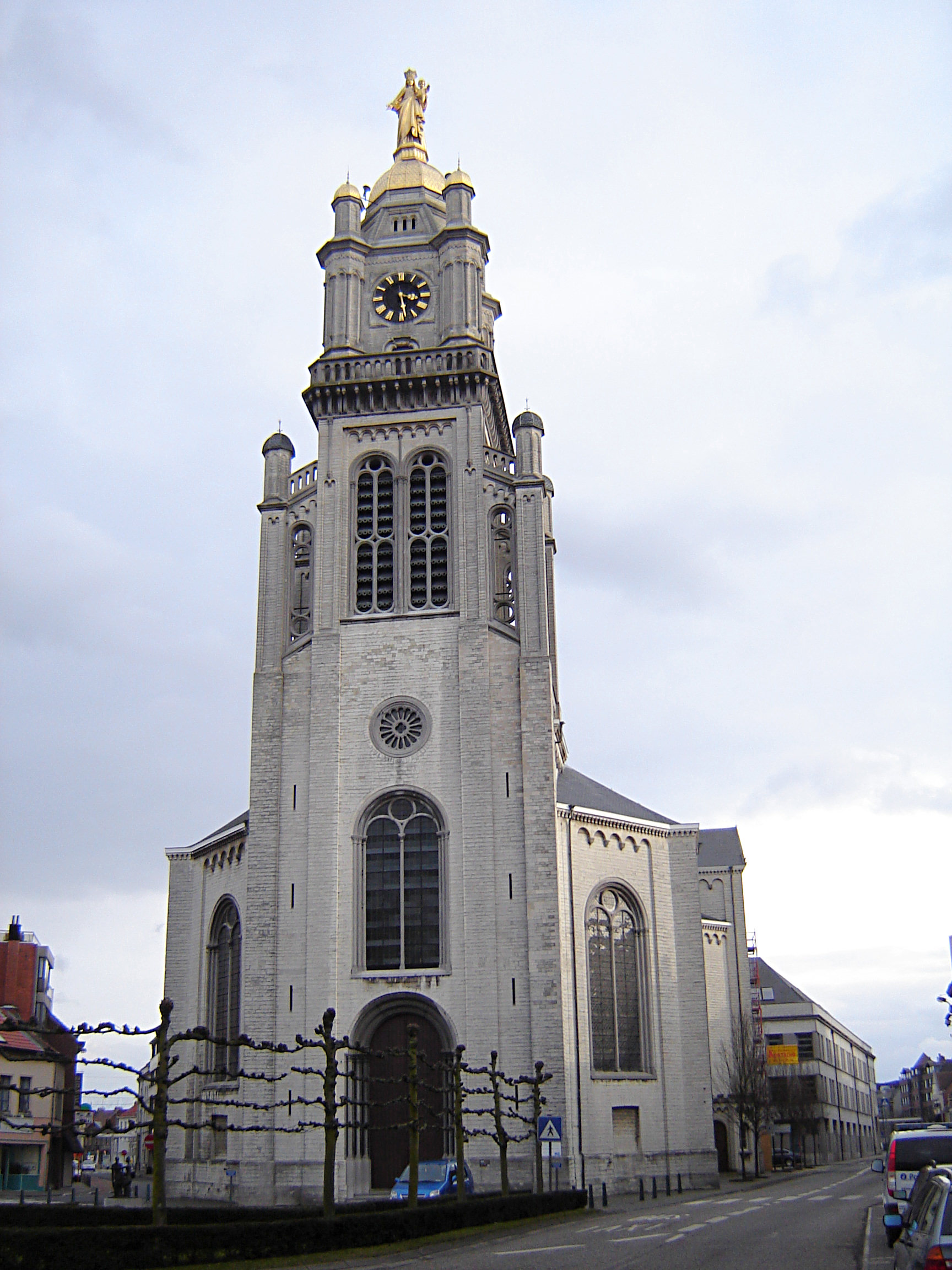
Kyrkan Onze-Lieve-Vrouwekerk.

- Alexander Baervoets, koreograf (född 1956)
- Alex Callier, musiker i Hooverphonic
- Maurits Coppieters, politiker (1920–2005)
- Sean D'hondt, sångare
- August de Maere, ingenjör, skapare av Zeebrugge Port (1802–1885)
- Martin De Prycker, ingenjör, VD för Barco (född 1955)
- Els de Schepper, skådespelare, komiker och författare (född 1965)
- Raymond Geerts, musiker i Hooverphonic
- Tom Lanoye, författare (född 1958)
- Sven Maes, discjockey (född 1973)
- Daniël Ost, florist (född  1955)
- Luis Siret, arkeolog och illustratör (1869–1934)
- Marc Sleen, serieskapare (född 1922)
- Paul Snoek, poet (1933–1981)
- Tom Steels, cyklist (född 1971)
- Edgar Tinel, kompositör, född i Sinaai (1854–1912)
- Wouter Van Bellingen, politiker
- Sandrine Van Handenhoven, konstnär (född 1984)
- Anton van Wilderode, poet (1918–1998)
- Jan Vertonghen, fotbollsspelare (född 1987)
- Ann Wauters, basketspelare (född 1980)

## Vänorter
- Colmar, Frankrike
- Lucca, Italien
- Abingdon, Storbritannien
- Schongau, Tyskland
- Gorinchem, Nederländerna
- Tábor, Tjeckien